# Попутчик (жаргон)
«Попу́тчик» — слово из советского политического жаргона, относится к человеку, который сочувствует убеждениям организации или партии, иногда даже сотрудничает с ними, однако не имеет в них формального членства. 
На ранних этапах после Октябрьской революции 1917 года в советской прессе слово не имело негативной окраски — попутчиками называли писателей и художников, относившихся с симпатией к большевикам, однако не являвшихся членами ВКП(б). Изобретение термина обычно приписывается А. В. Луначарскому, а с 1923 года его широко применял Л. Д. Троцкий, впервые применивший этот термин по отношению к творчеству «Серапионовых братьев» и обосновавший затем это в своей книге «Литература и революция».
ПОПУТЧИКИ — отряд советских писателей, сотрудничавших с пролетариатом в годы восстановительного и в начале реконструктивного периода. Термин «литературное попутничество» возник как термин литературно-политический. {…}

## Идейные споры о литературе
В 1920-е годы развернулась острая полемика о будущем советского искусства, в которой Всероссийский союз писателей представлял главный редактор журнала «Красная новь» А. Воронский, а ему оппонировали деятели ВАПП под идейным руководством Л. Авербаха, издававшие журнал «На посту». Последние  настолько безапелляционно стали приписывать себе роль главных проводников политики партии, что Отдел печати ЦК РКП(б) инициировал совещание «О политике партии в художественной литературе». Накануне этого совещания группа  писателей-попутчиков направила в ЦК письмо, в котором заявила, что "пути современной русской литературы, – а стало быть, и наши, – связаны с путями Советской, пооктябрьской России".
«Мы полагаем, что талант писателя и его соответствие эпохе — две основных ценности писателя: в таком понимании писательства с нами идет рука об руку целый ряд коммунистов — писателей и критиков. Мы приветствуем новых писателей — рабочих и крестьян, входящих сейчас в литературу. Мы ни в коей мере не противопоставляем себя им и не считаем их враждебными или чуждыми нам. Их труд и наш труд — единый труд современной русской литературы, идущей одним путем и к одной цели. Новые пути новой советской литературы — трудные пути, на которых неизбежны ошибки. Наши ошибки тяжелее всего нам самим. Но мы протестуем против огульных нападок на нас. Тон таких журналов, как „На посту“, и их критика, выдаваемые притом ими за мнение РКП в целом, подходят к нашей литературной работе заведомо предвзято и неверно. Мы считаем нужным заявить, что такое отношение к литературе не достойно ни литературы, ни революции и деморализует писательские и читательские массы. Писатели Советской России, мы убеждены, что наш писательский труд и нужен, и полезен для нее».
Письмо подписали среди прочих Валентин Катаев, Бор. Пильняк, Сергей Есенин, В. Кириллов, Абрам Эфрос, Юрий Соболев, Вл. Лидин, О. Мандельштам, В. Львов-Рогачевский, С. Поляков, И. Бабель, Ал. Толстой, Ефим Зозуля, Михаил Пришвин, Максимилиан Волошин, С. Федорченко, Петр Орешин, Вера Инбер, Н. Тихонов, М. Зощенко, Е. Полонская, М. Слонимский, В. Каверин, Вс. Иванов, Н. Никитин, Вяч. Шишков, А. Чапыгин, М. Шагинян, О. Форш.

### Совещание в ЦК РКП(б)
На совещании, состоявшемся 9 мая 1924 года, была сформулирована суть конфронтации между противоборствующими силами. «В сущности, спор шел о том, каким быть искусству после революции: сохранять ли ему свою специфику в познании мира или подчиниться политике, отождествиться с нею в видении мира и способах его интерпретации», -- считает исследователь литературной полемики 1920-х годов Г.А. Белая.
«Напостовцы» явно выразили желание принципиально игнорировать значение художественных критериев при оценке искусства, всецело подчиняя литературу политике. Воронский утверждал: вопрос о природе искусства преследует политические цели опосредованно, однако оно имеет «собственные методы… свои законы развития, свою историю». Он сказал, что партия обеспечивала литературе свободу самовыражения, при этом активно поддерживая группы, стоящие «на позициях Октября». «Исходя из того положения, что у нас страна крестьянская, что молодой советский писатель поэтому пошел у нас с мужицким креном, что наш пролетариат и партия заняты главным образом непосредственной политической борьбой, что в среде пролетарских писателей у нас царит часто кружковой дух, — исходя из этого, партия не становилась на точку зрения того или иного направления, а оказывала содействие всем революционным литературным группировкам, осторожно выпрямляя их линию», — указал Воронский. Он перечислил имена писателей, которые уже утвердились в литературе и делают первые шаги в ней, предвещая её будущий небывалый расцвет. Общая идеологическая эволюция художников слова идёт в партийную сторону. Противодействуя попыткам повесить на «попутчиков» ярлык «буржуазности», Воронский возразил: «У нас проповедуют и советуют выбросить классиков за борт современности, в то время как перед рабочим классом стоит задача научить массу крестьян и рабочих читать и понимать Пушкина, Толстого, Горького».
По поводу понятия «пролетарский писатель» Воронский заметил, что называют таковым литератора «с коммунистической идеологией, того, кто, употребляя ставшее теперь излюбленным выражение Пильняка, смотрит на мир „глазами пролетария“. На самом деле… это — писатель, входящий в ту или иную ассоциацию, кружок», у которого свой «символ веры», обычно сводящийся к убеждению, что «основная задача пролетарского писателя… и сводится к разрушению буржуазной эстетики, искусства и культуры и к построению нового, социалистического. Так как в действительности перед пролетариатом сейчас в России стоит проблема критического овладения старой культурой и искусством, то тут и получается большая неувязка. Вместо живых людей революции нам дают символику, вместо поступательного развития получается вымученность… Чем скорее откажутся наши товарищи от этого пролеткультизма, тем скорее они сделаются настоящими пролетарскими писателями». Критикуя позицию «На посту», претендовавшего на гегемонию в литературе, А. К. Воронский сказал, что литераторы концентрируются возле «Красной нови», и даже молодёжь тянется к этому журналу, а не к оппонентам, и при редакции «Красной нови» образовалась молодёжная секция из 40 человек.
А. Воронского поддержали на совещании А. Луначарский, Л. Троцкий, Н. Бухарин, Н. Осинский, Вал. Правдухин. Осинский сказал, что печатать необходимо все произведения, в том числе со «скверной идеологией».
А. В. Луначарский поддержал Воронского, назвав «чисто политический» подход «напостовцев» к искусству ошибочным. «…Нельзя ставить вопрос о литературной политике, – говорил Луначарский, – не считаясь с особыми законами художества. Иначе мы, действительно, можем уложить неуклюжими политическими мероприятиями всю литературу в гроб... В самом деле, не ясно ли каждому с первого подхода, что произведение искусства политическое, не обладающее, однако, художественными достоинствами, совершенно абсурдно». Через полгода Н. Бухарин впрямую раскрыл суть притязаний «напостовцев»: «…передайте нам Госиздат на расправу с литературой».
Л. Д. Троцкий на совещании высказался об искусстве жестким языком политики. Повторив тезисы своей брошюры «Литература и революция», он напомнил, что «попутчиком» называет «в литературе, как и в политике, того, кто, ковыляя и шатаясь, идет до известного пункта по тому же пути, по которому мы с вами идем гораздо дальше. Кто идет против нас, – того мы при случае высылаем за границу, ибо благо революции для нас высший закон».  

## Характеристика
Постановление Политбюро ЦК РКП(б) от 18 июня 1925 года «О политике партии в области художественной литературы» уделяло особое внимание «так называемым „попутчикам“»:
10. По отношению к «попутчикам» необходимо иметь в виду: 1) их дифференцированность; 2) значение многих из них как квалифицированных «специалистов» литературной техники; 3) наличность колебаний среди этого слоя писателей. Общей директивой должна здесь быть директива тактичного и бережного отношения к ним, то есть такого подхода, который обеспечивал бы все условия для возможно более быстрого их перехода на сторону коммунистической идеологии. Отсеивая антипролетарские и антиреволюционные элементы (теперь крайне незначительные), борясь с формирующейся идеологией новой буржуазии среди части «попутчиков» сменовеховского толка, партия должна терпимо относиться к промежуточным идеологическим формам, терпеливо помогая эти неизбежно многочисленные формы изживать в процессе все более тесного товарищеского сотрудничества с культурными силами коммунизма. 
В соответствии с этим постановлением литераторов 1920-х годов условно разделяли на три категории: 
- крестьянские;
- попутчики (то есть те, кто активно не высказывался против советской власти, но и не полностью соглашался с ее деятельностью);
- пролетарские писатели.

Возложив руководство в целом на пролетарских писателей, резолюция подчеркнула: «партия поддерживает все отряды советских писателей». Пока «гегемонии пролетарских писателей ещё нет, партия должна помочь этим писателям заработать себе историческое право на такую гегемонию». Партия должна бороться против коммунистического чванства, «должна всячески бороться против легкомысленного и пренебрежительного отношения к старому культурному наследству, а равно и к специалистам художественного слова». По отношению к попутчикам как колеблющимся между буржуазной и коммунистической идеологией «должна здесь быть директива тактичного и бережного отношения к ним, то есть такого подхода, который обеспечивал бы все условия для возможно более быстрого их перехода на сторону коммунистической идеологии». В постановлении партийное руководство высказалась за свободное соревнование творческих сил, форм и методов, подчёркивая необходимость создания литературы, рассчитанной на действительно массового читателя.
Хотя в этой резолюции не были упомянуты имена боровшихся в 1920-е годы литературных групп, им была дана всесторонняя оценка, считает исследователь эпохи С. И. Шешуков. Фактически нашла поддержку позиция А. Воронского, ратовавшего за объединение писателей, во главе с коммунистами, для совместной творческой работы, за преемственность литературного наследия, за отражение жизни во всех её красках, а не только жизни пролетариата, за коллегиальность в противоположность комчванству. Напостовцы это ранее категорически отвергали.
К середине 1930-х годов крестьянские писатели были, по сути, приравнены к антисоветским, и среди литераторов остались только попутчики и пролетарские писатели. Попутчики всё чаще прибегали к мимикрии, стараясь уходить от острых тем, однако в целом до начала тридцатых годов советская литература оставалась весьма разнообразной и многоголосой. 
В более поздний период в советской прессе слово приобрело негативный оттенок — или как скрытый враг — «попутчик капитализма», или как неполноценный друг — «беднейшее крестьянство — попутчик пролетариата».
В 1940-е и 1950-е годы слово вошло в английский язык — так уничижительно называли сторонников коммунизма или отдельных государств советского блока, которые, тем не менее, не были членами Коммунистической партии или подобных организаций (см. также Красная угроза и Полезный идиот). Попутчиком Французской коммунистической партии объявлял себя Жан-Поль Сартр.

## Персоналии
Типичными «попутчиками» считались Борис Пильняк, Михаил Пришвин, Исаак Бабель, Константин Паустовский, Леонид Леонов, Борис Пастернак, «Серапионовы братья», имажинисты, и даже писатели-коммунисты, не одобрявшие прямолинейную политику РАПП.
Композиторами-попутчиками идеологи Российской ассоциации пролетарских музыкантов (РАПМ) называли членов Ассоциации современной музыки (АСМ). В ноябре 1931 года группа девяти композиторов-попутчиков (В. Я. Шебалин, Н. Я. Мясковский, В. Н. Крюков, М. Л. Старокадомский, В. Н. Кочетов, Н. Н. Крюков, Д. Б. Кабалевский, В. П. Ширинский, А. А. Шеншин) покинула АСМ и, создав «Новое творческое объединение», пошла на союз с РАПМ.